# Радеево (посёлок)
Радеево (бел. Радзеева) — посёлок и железнодорожный остановочный пункт (на линии Жлобин — Гомель) в Уваровичском сельсовете Буда-Кошелёвского района Гомельской области Белоруссии.

## История
Пристанционный посёлок при одноимённом остановочном пункте.
Несколько в отдалении (~3 км) находится одноимённая деревня.